# People's Choice Awards 1984
La 10ª edizione dei People's Choice Awards, presentata da Andy Williams, si è svolta il 15 marzo 1984 ed è stata trasmessa dalla CBS.
In seguito sono elencate le categorie. Il relativo vincitore è stato indicato in grassetto.

## Cinema

### Film preferito
- Il ritorno dello Jedi (Return of the Jedi), regia di George Lucas

### Attore cinematografico preferito
- Clint Eastwood (ex aequo)
- Burt Reynolds (ex aequo)
- John Travolta

### Attrice cinematografica preferita
- Meryl Streep
- Barbra Streisand
- Debra Winger

### Giovane interprete cinematografico/a preferito/a
- Brooke Shields
- Gary Coleman
- Kristy McNichol

## Televisione

### Serie televisiva drammatica preferita
- Dynasty (ex aequo)
- Hill Street giorno e notte (Hill Street Blues) (ex aequo)

### Serie televisiva commedia preferita
- Tre cuori in affitto (Three's Company)
- Cin cin (Cheers)
- M*A*S*H

### Miniserie o film per la televisione preferiti
- Uccelli di rovo (The Thorn Birds), regia di Daryl Duke

### Programma televisivo per bambini preferito
- Sesamo apriti (Sesame Street)
- Fraggle Rock
- Muppet Show (The Muppet Show)

### Nuova serie televisiva drammatica preferita
- Hotel
- A-Team (The A-Team)
- Navy (Emerald Point N.A.S.)

### Nuova serie televisiva commedia preferita
- Webster
- AfterMASH
- Oh Madeline

### Nuovo programma televisivo preferito
- A-Team (The A-Team)

### Attore televisivo preferito
- Tom Selleck – Magnum, P.I.
- Alan Alda – M*A*S*H
- Burt Reynolds

### Attrice televisiva preferita
- Linda Evans – Dynasty
- Joan Collins – Dynasty
- Jane Curtin – Kate e Allie (Kate & Allie)
- Shelley Long – Cin cin (Cheers)

### Attore preferito in una nuova serie televisiva
- Mr. T – A-Team (The A-Team)
- James Brolin – Hotel
- Emmanuel Lewis – Webster

### Attrice preferita in una nuova serie televisiva
- Madeline Kahn – Oh Madeline
- Kate Jackson – Top Secret (Scarecrow and Mrs. King)
- Ann Jillian – Jennifer Slept Here

### Giovane interprete televisivo/a preferito/a
- Emmanuel Lewis – Webster

## Musica

### Artista country preferito/a
- Kenny Rogers
- Barbara Mandrell
- Willie Nelson

### Canzone preferita tratta da un film
- Flashdance... What a Feeling (Irene Cara), musica e testo di Giorgio Moroder, Keith Forsey e Irene Cara – Flashdance

### Video preferito
- Thriller (Michael Jackson), diretto da John Landis

## Altri premi

### Intrattenitore preferito
- Michael Jackson

### Intrattenitrice preferita
- Barbara Mandrell (ex aequo)
- Barbra Streisand (ex aequo)
- Carol Burnett